# Fränk Schleck
Fränk Schleck (Luxembourg, 1980. április 15. –) luxemburgi profi kerékpáros.
Schleck kiváló hegyi menő és egynapos versenyző volt, legnagyobb sikerei a 2006-os Amstel Gold Race és a 2006-os Tour de France Alpe d’Huez-i befutójának megnyerése. Kétszer végzett dobogón a Liège–Bastogne–Liège versenyen, egyszer a Giro di Lombardián, legtöbbször a sprintekben hiányzó végsebessége akadályozta meg a győzelem megszerzésében. A 2008-as Tour de France-on két napig viselte a sárga trikót.
2016-ban visszavonult a versenyzéstől.
2009
A 2009-es szezonban is minden a Tour de France köré volt építve, mint minden évben. AZ első komolyabb versenye még a kilométerszerzés jegyében telt, de ennek ellenére 2. lett a Párizs–Nizza versenyen. A tavaszi klasszikusokon 2009-ben nem ért el nagy eredményeket, így következhetett az újabb erőpróba, a Tour of California, ahol összetettben ugyan nem nyújtott maradandót Fränki, de azért egy szakaszt sikerül bezsebelnie, méghozzá a 8.-at. Ezután hazája körversenyén, a Tour de Luxembourgon indult, amit meg is nyert, sőt még szakaszt is tudott nyerni. Ezután már csak egy cél volt előtte: a Tour de France. Végig szoros csata volt az összetettért. Andy és Fränk végig támadásban voltak, de Fränkinak az időfutam nem jött össze, összetettben visszacsúszott az 5. helyre, és az eldöntendő kérdések a Mount Ventoux-ra maradtak. A hegy előtt az összetett állás kezdett körvonalazódni, az első Alberto Contador, a 2. Andy Schleck, az igazán nagy csata a 3. helyért volt, amiért Lance Armstrong, Bradley Wiggins és Fränk Schläck harcolt. Wigginst sikerült is leszakítania Fränknak, de Armstrongot már nem, és ráadásul a végén Wiggins is kellő időkülönbségen belül ért be a célba ahhoz, hogy ő legyen a 4. és Fränk csak az 5. A Touron azért egy szakaszt sikerült behúznia.
2010
2010-ben a Tour de France-ig remek szezont tudhatott magáénak, hisz megnyerte a Tour de Suisse-t és 2. volt a Tour de Luxembourgon. A Tour de France viszont balul sült el számára, mert már a 3. szakaszon kénytelen volt feladni a versenyt egy bukás után. A sérüléséből nagyon hamar felépült, és a szezon hátra lévő részében a Vueltára koncentrált, ahova úgy ment, hogy versenykörülmények között előtte egy km-t sem tekert. Ettől függetlenül Madridban az 5. helyen érkezett a célba.
2011
A 2011-es év versenyzés nélkül is remekül kezdődött, hiszen öccsével életük egyik álmát teljesítették azzal, hogy egy luxemburgi csapatot alapítottak, a Leopard Treket. A szervezésben Kim Andersen oszlopos szerepet vállalt, a csapatot már 2010-ben bemutatták, de hivatalosan 2011-ben lett UCI ProTour-tag. Az év egyik első versenyét meg is nyerte Fränki, a Criterium Internationalt, ahol azzal vádolták, hogy az időfutamon aerodinamikai eszközt használt a könnyebb haladás végett, de az ügy a sajtóban kavart csak igazán nagy port. Tavasszal az egynapos viadalokra koncentráltak öccsével, ahol Fränk a Liège–Bastogne–Liège-en 2. lett. A klasszikusok után következhetett a Tour de France-ra való felkészülés, közben az általa kedvelt helyeken indult, akárcsak az előző években. A Tour de France remekül alakult számára, hiszen csapata végig vitte, testvérével együtt, őket, és még a zord, kemény szakaszokon is sérülések nélkül értek célba. Aztán elérkezett a mezőny a Pireneusokba, ahol egyedül neki sikerült megtámadnia az esélyeseket, és így összetettben feljött a 2. helyre. A mezőny ezután az Alpokban tekert, ahol Andy támadott kettejük közül a Col de Galibier-n, és jött föl a 2. helyre összetettben, eggyel hátrébb szorítva Fränket. Az utolsó Alpok-beli szakaszon az esélyesek együtt érkeztek a célba, kivéve Thomas Voecklert, aki összetettben visszacsúszott a 4. helyre, így minden az utolsó időfutamra maradt. A két testvér közül egyik sem számít jó időfutammenőnek, és ennek meg is lett az ára, hiszen Cadel Evans mindkettejüket megelőzte, ezzel megnyerve a Tourt. A körverseny után a 6. lett a 2011-es Clásica San Sebastiánon.

## Sikerei
2005
- 1. hely, luxemburgi országúti bajnokság
- 2. hely, Züri-Metzgete
- 3. hely, Giro di Lombardia

2006
- 3. hely, UCI ProTour összetett
- 1. hely, Amstel Gold Race
- 1 szakasz és 10. hely összetettben, Tour de France

2007
- 1 szakaszgyőzelem, Tour de Suisse
- 1. hely, Giro dell'Emilia
- 2. hely, Coppa Sabatini
- 3. hely, 2007-es Liège–Bastogne–Liège

2008
- 2. hely, Amstel Gold Race
- 3. hely, 2008-as Liège-Bastogne-Liège
- 1. hely, luxemburgi országúti bajnokság
- 5. hely összetettben, Tour de France
- két nap a sárga trikóban, Tour de France
- 1. hely a hegyi összetettben holtversenyben Carlos Sastréval,  Tour de France

2009
- 1. hely,  Tour de Luxembourg
- 1. hely, ugyanitt a 3. szakaszon
- 1. hely, 8. szakasz, Tour of California
- ugyanitt a 8. szakasz legagresszívabb versenyzője
- 2. hely, Párizs–Nizza
- 5. hely, Tour de France
- 1. hely, ugyanitt a 17. szakaszon

2010
- 1. hely,  luxemburgi országúti bajnokság
- 1. hely,  Tour de Suisse
- 1. hely, ugyanitt a 3. szakaszon
- 2. hely, Tour de Luxembourg
- 1. hely, ugyanitt a 2. szakaszon
- 3. hely, Klasika Primavera
- 5. hely, Vuelta
- 7. hely, Amstel Gold Race
- 8. hely, 2010-es Liège–Bastogne–Liège

2011
- 1. hely,  luxemburgi országúti bajnokság
- 1. hely,  Critérium International
- 1. hely, ugyanitt az 1. szakaszon
- 2. hely, 2011-es Liège–Bastogne–Liège
- 3. hely, Tour de France
- 2. hely, ugyanitt a 18. szakaszon
- 6. hely, Clásica de San Sebastián
- 7. hely, La Flèche Wallonne
- 7. hely, Tour de Suisse